# Христов колеџ, Кембриџ
Христов колеџ (енгл. Christ's College) је колеџ у саставу Универзитета у Кембриџу, на којем студира око 450 студената основних и 170 постдипломских студија. Колеџ је основао Вилијам Бингхам 1437. године под именом Божији дом. Када је колеџ 1505. године добио и краљевско признање, грофица Маргарет Бофорт од Ричмонда и Дарбија му је уступила велику задужбину и променила име у Христов колеџ. Тада је и постао члан Универзитета у Кембриџу.
Колеџ заузима висока места на ранг листама европских и светских високошколских установа по квалитету.

## Историја
Христов колеџ је основао Вилијам Бингхам 1437. године под именом Божији дом. Добио је краљевске повеље 1439, 1442. и 1446. године. У тој последњој повељи је као оснивач колеџа наведен енглески краљ Хенри VI Ланкастер, а тада се колеџ преселио на своје данашње место.
Колеџ је 1505. године добио велика средства као задужбину грофице Маргарет Бофорт од Ричмонда и Дарбија, мајке краља Хенрија VII Тјудора.

## Алумни
- Џон Милтон, енглески књижевник
- Чарлс Дарвин, британски биолог, природњак и геолог
- Роберт Опенхајмер, амерички физичар
- Мартин Еванс,  британски научник
- Саша Барон Коен, британски комичар
- Данкан Холдејн, британски физичар